# Thomas Hamacher
Thomas Hamacher (* 12. April 1964 in Eschweiler) ist ein deutscher Physiker und Professor für Energiesystemforschung an der Technischen Universität München.

## Biografie
Thomas Hamacher studierte Physik an der Universität Bonn, der RWTH Aachen und der Columbia University, New York. Im Jahr 1994 wurde er mit dem Thema "Baryonische B-Zerfälle" an der Universität Hamburg zum Dr. rer. nat. promoviert. Von 1996 bis 2010 leitete er die Gruppe Energie- und Systemstudien am Max-Planck-Institut für Plasmaphysik in Garching bei München. Seit 2010 ist er Professor an der Fakultät für Elektrotechnik und Informationstechnik der Technischen Universität München und seit 2013 Inhaber des Lehrstuhls für Erneuerbare und Nachhaltige Energiesysteme.
Thomas Hamacher tritt in der Öffentlichkeit regelmäßig als Experte zu den Themen Energiewende, Kern- und Fusionsenergie auf. Sein wesentliches Forschungsfeld ist die Gestaltung von Energiesystemen im Kontext disruptiver Technologien wie Kernfusion, regenerative Energien, Smart Cities oder Elektromobilität.